# 美女か野獣
『美女か野獣』（びじょかやじゅう）は、2003年1月9日から3月20日まで毎週木曜日22:00 - 22:54に、フジテレビ系列の「木曜劇場」枠で放送されていた日本のテレビドラマ。主演は松嶋菜々子と福山雅治。

## 物語
鷹宮真（松嶋菜々子）はアメリカ3大ネットワークのニュース記者として活躍していたが、日本のテレビ局のJBCテレビからヘッドハンティングされ、視聴率が低迷するニュース番組のチーフプロデューサーとなる。
一方、同じ頃JBCテレビ入社以来バラエティ番組製作部に携わっていた永瀬洋海（福山雅治）は、数々悪評をたてながらも番組の成功に守られて好き勝手に振る舞っていた事から、上司の指示で報道局に転属された。
視聴率至上主義者の真と、番組は人生を楽しむ為の道具とうそぶく洋海。性格も番組に対する考えも正反対の2人だが、学生時代は恋人同士だった。そんな因縁もあって対立し合いながらも次第に関係を修復し、さらに理解を深めていく物語である。

## キャスト

### JBCテレビ
鷹宮 真
演 - 松嶋菜々子
番組契約チーフプロデューサー。
東京の名門女子校・松泉女学館から東京大学を優秀な成績で卒業後、ハーバード大学大学院に留学。在学中にMBAを取得し、アメリカ三大ネットワークの記者として活躍していたが、視聴率が低迷するJBCテレビの夕方のニュース番組「イブニングニュース」のチーフプロデューサーとしてヘッドハンティングされ、ちょうど同時期にバラエティーから異動になった、大学時代の恋人である洋海と再会することとなる。
徹底した視聴率至上主義であり、視聴率のためなら枕営業まがいの方法でネタを取る覚悟もある。また、父・秀一は政界の大物で、アフリカ駐在大使や外務省の重要ポストに就いていた。その関係や大学時代の関係もあり、政界や財界に顔が利き、他局に先駆けてスクープをとることもしばしば。
視聴率のためなら、家族や友人、自らの会社の不利益になることがあろうと報道するのがモットーで、サッカーのクラブチームの買収を進めようとしていたJBCが、クラブの選手が八百長に加担した事実を報道しないようにと指示したにもかかわらず報道したり、自分の父親が不正を行った大臣の手助けをしていたことがわかると、自ら現場に行き、その事実を報道した。
父親の報道の件における情報収集のやり方が原因となり、JBCから契約を打ち切られてしまうが、アメリカで個人事務所を立ち上げて活躍することになる。洋海とは最終回で復縁した。
永瀬 洋海
演 - 福山雅治
報道部ディレクター。
浪人し東京大学に入学。卒業後JBCテレビに入社し、バラエティーに配属される。高い視聴率をたたき出す優秀なディレクターであったが、ある日、収録現場でスタッフに対し、横柄な態度をとっていた若手アイドルを注意したところ、「殴られた」と濡れ衣をきせられちょっとした騒動となってしまう。この件に関して洋海に非は無かったものの、日頃からの悪評で「品行方正」の意味合いも込めて報道に異動となる。
基本的には「仕事は楽しく」をモットーとしているが、根は真面目であり、バラエティー時代の部下、同僚、タレントからの支持も厚い。
真とは大学時代に知り合い、恋人関係だったが破局。しかし、再会を機に関係を修復し、復縁した。
久瀬 光彦
演 - 渡辺いっけい
報道部記者。家庭では気の強い妻に尻に敷かれており、娘の千尋がいる。入社後にカメラマンの経験あり。最終回では、真の後任として番組チーフをつとめる。
戸渡 千太郎
演 - 八嶋智人
報道部記者。失敗をすることが多く、真から記者失格の烙印を押されるも、偶然居合わせた事故現場で撮影した映像がきっかけで、報道大賞を受賞した局よりも強い反響を呼ぶこととなる。
古袋 博
演 - 佐々木蔵之介
報道部記者。合コン好きで、キャバクラ嬢の「アケミ」に好意を抱いている。
白井 雪乃
演 - 白石美帆
現役大学生のお天気キャスター。永瀬によって選ばれた。
お天気キャスターを務めるが、天気図を読むことはできない。洋海に好意を持っていたが、真との関係にいち早く気づき諦めた。普段はおっとりしているが、いざという時は行動力を発揮し、そのことが番組の窮地を救うこともある。
山本 タケシ
演 - 永井大
報道部アシスタントディレクター。
AD。愛称は「タケ」。洋海を目標にしている。
カッチン
演 - パパイヤ鈴木
人気放送作家。洋海をはじめとして、バラエティーには顔が利く。真の事を「尻の厚い女」と呼ぶ。
田丸 玲士
演 - 清水章吾
報道部長。上からの命令には逆らえない。
藤堂 誠一
演 - 森下哲夫
報道局長。
鶴巻 幸雄
演 - 志賀廣太郎
報道部記者。鳥を追うことに情熱を注いでおり、真の配属後すぐに行われた面談において、周囲から真っ先に「必要のない人間」として名前を挙げられてしまう。
長滝 久美
演 - 君嶋ゆかり
キャスター。
久保 望
演 - 浅野麻衣子
タイムキーパー。
坂本 大輔
演 - 山本龍二
カメラマン。
猪俣 功
演 - やべけんじ
VTR編集。
橋本
演 - 戸沢佑介
常務。
宇部
演 - 浅沼晋平
重役。
星野 崇
演 -  中村育二
編成部長。
秋山 富士子
演 - 深浦加奈子
報道部デスク。新人時代は記者として久瀬を目標としていた。
桜木 恭一郎
演 - 児玉清
「イブニングニュース」のアンカーマン。アナウンス部ではなく報道部所属のアナウンサーで、的確に原稿を読み、正確に情報を伝えることをモットーとし、アナウンサーとしての能力は非常に高い。急な速報や変更にも慌てず、原稿がなくても、ニュースを自らの言葉で伝えることができる。
その長いキャリアから過去の事件歴などを事細かに覚えており、過去に膠着状態で情報がない中、緊急特番を3時間回したこともある。フリー転向を巡って各局が億単位の争奪戦を繰り広げたにもかかわらず、JBC一筋でいることなどから、業界では「伝説の男」の異名を持つ。想いを寄せる女性から掛けられた言葉をきっかけに、キャスターを志した。

### その他
- 居酒屋「若大将」店主 - 岡田正
- 明美（キャバクラ嬢） - 星ひとみ

### ゲスト
第1話 「最低最悪の出会い」
- JBC社員 - 山田明郷、並樹史朗
- 福島勝美
- 沼崎悠
- 永幡洋
- 中川謙二
- 中村太郎（山梨県知事） - 窪園純一
- 伊沢恵（山梨県知事候補） - 片桐千里
- 椎名健太郎（解説委員） - 伊藤幸純
- 山崎進哉
- 松本智代美
- 深谷由美
- 坂本直明
- レベッカ・ブラヴニック
- 藤見ユカ（女優） - 真崎麻衣

第2話 「ネクタイと昔の男」
- 本郷公康（弁護士） - 葛山信吾
- 平野純（サッカー選手） - 松尾政寿
- 鋤田一馬（サッカー選手） - 七海智哉
- 佐藤一平
- 野地将年
- 岡本竜汰
- 富沢たかし
- 津村和幸
- 大久保運
- 木村一紀
- 富沢尚子
- 江口富治（サッカーチームオーナー） - 金子達
- サッカー解説 - 田口光久
- サッカー実況 - 佐野瑞樹（フジテレビアナウンサー）

第3話 「二人きりの夜」
- 熊田佳正（「ダイヤモンドテレビ」チーフプロデューサー） - 升毅
- 剣崎（「ダイヤモンドテレビ」記者） - 舟田走
- ショウイチ（建設作業員） - 平賀雅臣
- 安井（民放連会長） - 新井量大
- 辰巳定子（殺人容疑者） - 吉田昌美
- 現場監督 - 徳井優

第5話 「悲しいプロポーズ」
- 梁瀬郁夫（元駐米大使） - 佐原健二
- 三屋洋介（首相補佐官） - 鶴見辰吾
- 田辺一徳（建設交通大臣） - 石田太郎
- ケイ（合コン相手） - 森下千里
- ナツキ（合コン相手） - 松永香織

第6話 「2月14日の奇跡」
- 貴島章吾（元「ワシントンジャーナル」編集員） - マイケル富岡
- 舞子（アナウンサー） - 水川あさみ
- 松浦（警視庁捜査一課長） - 遠藤たつお
- 花井ようこ（元議員） - 内藤千春

第7話 「好きなんだ、今も」
- 楠本春子（松泉女学館学長） - 草笛光子
- 久瀬美枝子（光彦の妻） - 渡辺典子
- 久瀬千尋（光彦の娘） - 碇由貴子
- 野村（代議士） - 森富士夫
- 松泉女学館事務局長 - 加賀谷純一

第8話 「視聴率の犯罪」
- 渡辺純（バラエティ製作部ディレクター） - 甲本雅裕
- 旭わたる（大物司会者） - 阿南健治
- 今井アキラ（若手芸人） - 石井康太（やるせなす）
- 持田（バラエティ製作部チーフプロデューサー） - 加藤満
- セリナ（歌姫） - 一戸奈未
- お笑いコンビ - パラシュート部隊

第9話 「ラーメン戦争」
- 剛田（ラーメン屋店主） - 國村隼
- 春川村村長 - 有福正志
- 視聴率の解析担当者 - 中根徹
- 能見達也

第10話 「最後のニュース」
最終話 「もう1人じゃない」
- 佐脇洋平（弁護士） - 荻島眞一
- 伊田健児（大学生） - 青木堅治
- 野田克雄（外務産業大臣） - 奥野匡
- 鷹宮秀一（外務産業省欧州局長、真の父） - 竜雷太
- 島田裕太（放火現場の目撃者） - 片岡涼
- 伊田栄一（伊田工業社長・健児の父） - ボブ藤原（最終話）

## スタッフ
- 企画 - 石原隆
- 脚本 - 吉田智子、武井彩
- 音楽 - 沢田完、久保田光太郎
- 演出 - 西谷弘、松田秀知、若松節朗、河野圭太
- 主題歌 - 東京スカパラダイスオーケストラ「銀河と迷路」（avex trax）
- 美術デザイン - 柳川和央
- 演出補 - 岩田和行
- 協力 - バスク、フジアール、砧スタジオ
  - 撮影協力 - WOWOW ほか
  - 映像協力 - テレビ西日本、さくらんぼテレビ、岩手めんこいテレビ、WEATHERNEWS、MALL OF TV、朝日ニュースター、スペースシャワーTV、医療福祉チャンネル774、ESPN ほか（背景のモニターなどの映像素材提供）
- プロデュース - 現王園佳正、長部聡介、井口喜一
- 制作協力 - 共同テレビ
- 制作著作 - フジテレビ

## 放送日程
| 各話                                                       | 放送日        | サブタイトル     | 脚本     | 演出     | 視聴率 |
| ---------------------------------------------------------- | ------------- | ---------------- | -------- | -------- | ------ |
| STORY 1                                                    | 2003年1月09日 | 最低最悪の出会い | 吉田智子 | 西谷弘   | 20.0%  |
| STORY 2                                                    | 2003年1月16日 | ネクタイと昔の男 | 吉田智子 | 西谷弘   | 17.3%  |
| STORY 3                                                    | 2003年1月23日 | 二人きりの夜     | 武井彩   | 松田秀知 | 18.6%  |
| STORY 4                                                    | 2003年1月30日 | ホテルで二人きり | 吉田智子 | 松田秀知 | 18.6%  |
| STORY 5                                                    | 2003年2月06日 | 悲しいプロポーズ | 吉田智子 | 西谷弘   | 17.3%  |
| STORY 6                                                    | 2003年2月13日 | 2月14日の奇跡    | 吉田智子 | 若松節朗 | 17.5%  |
| STORY 7                                                    | 2003年2月20日 | 好きなんだ、今も | 吉田智子 | 河野圭太 | 17.0%  |
| STORY 8                                                    | 2003年2月27日 | 視聴率の犯罪     | 吉田智子 | 西谷弘   | 19.0%  |
| STORY 9                                                    | 2003年3月06日 | ラーメン戦争     | 吉田智子 | 河野圭太 | 19.4%  |
| STORY 10                                                   | 2003年3月13日 | 最後のニュース   | 吉田智子 | 西谷弘   | 18.9%  |
| LAST STORY                                                 | 2003年3月20日 | もう1人じゃない  | 吉田智子 | 西谷弘   | 19.4%  |
| 平均視聴率 18.5%（視聴率は関東地区・ビデオリサーチ社調べ） |               |                  |          |          |        |

## 関連商品
- 美女か野獣 DVD-BOX（2003年7月25日発売）
- 小説版「美女か野獣」　(シナリオ：吉田智子,武井彩 ノベライズ：百瀬しのぶ、2003年3月発売、フジテレビ出版刊) - 本ドラマのノベライズ作品。全話のエピソードを収録。